# Un branco di vigliacchi
Un branco di vigliacchi è un film italiano del 1962, diretto da Fabrizio Taglioni.

## Trama
Durante la Seconda Guerra Mondiale un gruppo di italiani finiscono prigionieri dei tedeschi. Un sergente, comandante della pattuglia tedesca , annuncia che libererà gli ostaggi se una di loro sarà disposta ad andare a letto con lui; di conseguenza, il gruppo cercherà di convincere una giovane ragazza.